# Rafael Vaz
Raafel Vaz dos Santos est un footballeur brésilien né le 17 septembre 1988 à São Paulo. Il évolue au poste de défenseur.

## Biographie
Il participe à la Copa Libertadores et à la Copa Sudamericana.

## Palmarès
- Vainqueur du Campeonato Cearense en 2013 avec le Ceará SC
- Vainqueur du Campeonato Carioca en 2015 et 2016 avec le Vasco de Gama ; en 2017 avec Flamengo